# 圆萼折柄茶
圆萼折柄茶（学名：Hartia crassifolia），为山茶科折柄茶属下的一个植物种。